# Hans Holdt
Hans Holdt (ur. 13 stycznia 1904, zm. 1 stycznia 1962) – duński bokser, medalista mistrzostw Europy.
W Mistrzostwach Europy 1925 w Sztokholmie zdobył srebrny medal w wadze średniej. W finale przegrał z Frankiem Crawleyem (Anglia).
W roku 1926 przeszedł na zawodowstwo. Pierwszą walkę zawodową rozegrał 2 maja 1926 a ostatnią 25 grudnia 1941.
14 stycznia 1931 w Kopenhadze stoczył pojedynek o mistrza Europy wagi półśredniej z Belgiem Gustave Rothem, który przegrał w 15 rundach na punkty.
Rozegrał 90 walk. 66 wygrał (21 przez KO), 13 przegrał (6 przez KO) a 11 było nierozstrzygniętych.